# Лесток, Иоганн Герман
Граф (1743) Ива́н Ива́нович Лесто́к (Иога́нн Ге́рман Лесто́к) (29 апреля [9 мая] 1692, Люнебург — 12 [23] июня 1767, Санкт-Петербург) — хирург немецко-французского происхождения, первый в Российской империи придворный лейб-медик, действительный тайный советник (1741), главный директор Медицинской канцелярии. В конце 1730-х и начале 1740-х годов — доверенное лицо Елизаветы Петровны, организатор дворцового переворота 25 ноября 1741 года. Агент французского дипломатического влияния. С 1745 года в опале.

## Биография
Иоганн Герман Лесток (нем. Johann Hermann Lestocq) или Жан Арман де л’Эсток (фр. Jean Armand de L’Estocq) родился 29 апреля (9 мая) 1692 года в Люнебурге. Он происходил из дворянского рода Шампани, перешедшего в XVI веке в кальвинизм и вследствие этого принуждённого покинуть Францию после отмены Нантского эдикта. Отец его ещё во Франции обучался врачебному искусству, а покинув родину, стал применять свои знания, сделавшись по условиям времени не то врачом, не то цирюльником. Однако вскоре ему посчастливилось, и он устроился при дворе люнебургского герцога в качестве хирурга. Он поселился в городке Целле (близ Ганновера) с семьёй, состоявшей, кроме него и жены, из трёх сыновей: Иоганна Павла, Иоганна Германа и Людвига. Старшего отец предназначал к военной службе, и так как она требовала много денег, то все скудные излишки доходов лейб-хирурга маленького владетельного герцога уходили на содержание первенца.
С детства Иоганн Герман обнаруживал довольно несдержанный нрав и любовь к приключениям. Его сметливость, наблюдательность, живость, ясность ума и любознательность, давали основание предполагать, что из мальчика выйдет хороший врач, который сможет унаследовать отцовскую практику и место. Однако, молодой Лесток, вполне успешно переняв навыки хирурга от отца, не пожелал удовлетвориться карьерой провинциального медика. Он отправился в Париж, где уже успел устроиться и обзавестись влиятельными покровителями его старший брат.

В Париже карьера Лесток принял имя "Арман" вместо "Герман". После ряда неприятностей, Армана Лесток устроился лекарем в французскую армию. Однако, привыкший к роскоши, Лесток сильно страдал от хронического недостатка денег и уязвлённого самолюбия.

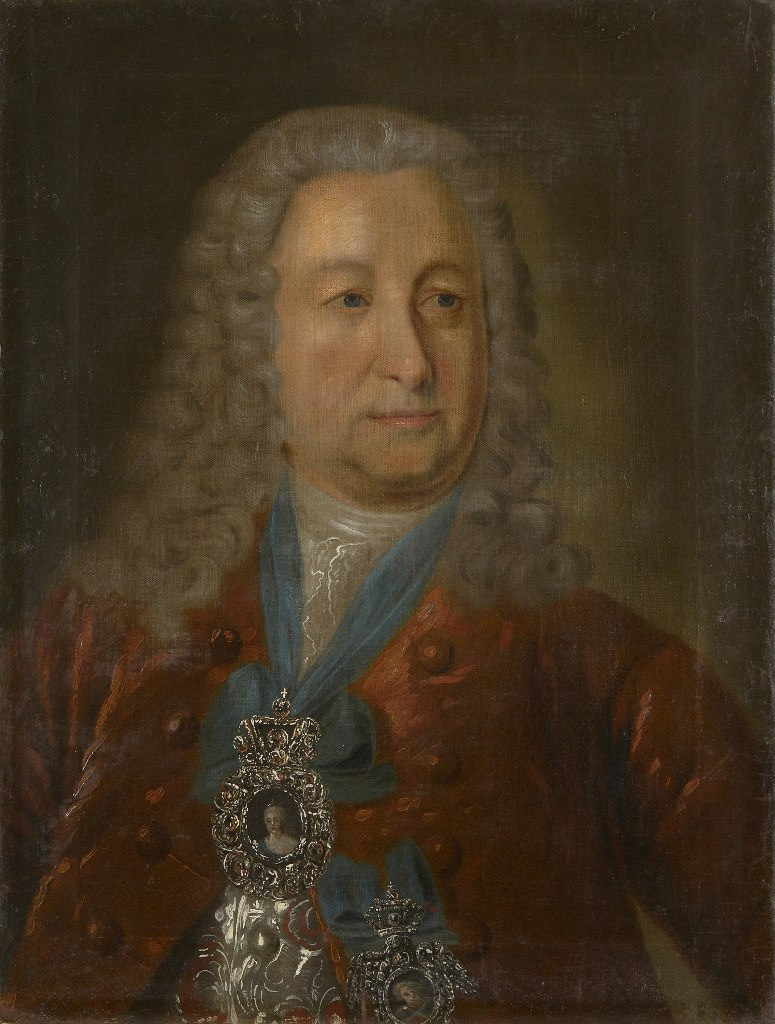
Портрет 1780-х

В те времена Европа была полна слухов о загадочной России, где, якобы, любой предприимчивый человек мог быстро сделать хорошую карьеру. В 1713 году Лесток написал секретарю аптекарской канцелярии по иностранным делам просьбу о принятии его на русскую службу, заключил с ним предварительные условия и прибыл в Санкт-Петербург.
Новоприбывший врач был представлен царю Петру I и сразу ему понравился: он обладал видной наружностью, ловок в обращении, умел говорить на нескольких европейских языках и изъяснялся на них красноречиво. Пётр принял Лестока на службу.
Обязанности хирурга делали  Лестока частым посетителем дворца. Тогда были в обычае кровопускания, к которым прибегали чрезвычайно часто.  Надобность кровопускания определялась самим хирургом, который поэтому почти ежедневно и навещал своих пациентов, справляясь об их здоровье и самочувствии. Пётр  любил людей бодрого и весёлого нрава, умеющих соединять дело и потеху, а в Лестоке совмещались эти черты.
Вследствие милостивого внимания царя к новому хирургу он попал в число лиц, сопровождавших Петра в его путешествии за границу в 1716—1717 годах. Лесток был назначен хирургом при Её Величестве Екатерине. Лесток сблизился с одним из любимцев Петра Великого — П. И. Ягужинским, таким же, как и он, любителем жизненных благ и веселья, человеком умным и образованным.
Постоянные встречи с Екатериной дали Лестоку случай показать себя с выгодной стороны и внушить к себе расположение и даже милостивое внимание государыни. 
Лесток ещё юношей обнаруживал большую охоту к любовным утехам и неутомимо искал их, особенно «уловляя невинность». 17 апреля 1719 года пришло к грустному окончанию одно из таких его предприятий. У Петра был шут Лакоста, пожалованный царём в графы. Шут был в милости у Петра. Злые языки говорили, что Лесток пользовался расположением не только жены Лакосты, но и его дочерей, и что именно на этой почве произошла между ними ссора. Лейб-хирург искал мира, — придворный шут прогнал его из дома и приказал слугам бить француза палками, если он покажется близ его жилища, а жену и дочерей посадил под домашний караул. Лесток попробовал искать посредников для переговоров, а чтобы смягчить гнев оскорблённого мужа и отца, стал разглашать, что намерен жениться на дочери Лакосты. Ягужинский посоветовал ему написать Лакосте письмо и передать его с ним, Ягужинским. По уверениям Лестока, он собирался послать это письмо, но о содержании его хотел посоветоваться со своей будущей невестой. Придя к дому кухмистера Матиса, где она сидела за караулом, Лесток подвергся нападению сторожей, которые стали его бить и грабить; он вынул шпагу, но не успел оборониться: его схватили и арестовали. Пётр приказал его допросить и судить.
Лесток повинился в любовной связи с дочерью Лакосты, уверял, что хочет вступить с ней в брак, своё же поведение при аресте объяснял как самооборону. По словам Лестока, когда он приблизился к жилищу Матиса, «пришёл тут не знай какой детина в матросском платье и с ним иных человека три или четыре и, ухватя его, ударили об землю и почали грабить и схватили парик и, вынув из кармана футляр с инструментами лекарскими, и притом бывший Лакостин хлопец стал ему, Лестоку, на горло и говорил другим, чтоб вынули у него из кармана часы и деньги». Затем закричали караул. Всё это видала Ягана Матис. На крики прибежали стоявшие у Императорского Дворца, близ которого происходило дело, караульные Преображенского полка гренадерской роты, взявшие драчунов под стражу. Допрашивавший Лестока Андрей Ушаков иной вины, кроме драки со слугами Лакосты, найти за ним не мог, и в июле того же 1719 года, докладывая о таком своём убеждении Петру, предоставил решение участи провинившегося хирурга воле государя. При докладе Ушаков прибавил, что четырёхмесячное заключение и следствие очень тяжело отразилось на нравственном состоянии Лестока: «он в великой десперации находится, опасно, дабы не учинил какой над собой причины».
Пётр нашёл Лестока виновным, и по его указу провинившегося хирурга сослали в Казань. Тамошнему губернатору велено было содержать его под крепким караулом, так как существовало подозрение, что Лесток хочет бежать. Всякая корреспонденция была ему запрещена, но в остальном ссылка была обставлена условиями для него благоприятными. На содержание его отпускалось 240 рублей в год — сумма, по тому времени, крупная; ему была разрешена врачебная практика и посещение знакомых, то есть «крепкий караул» начинался для Лестока вне пределов Казани, которую он не имел права покидать. Эта ссылка тянулась до вступления на престол Екатерины I.
Императрица вспомнила о своём бывшем заграничном любимце, вернула его ко двору, наименовала лейб-хирургом и назначила состоять при цесаревне Елизавете Петровне. Верховный Тайный Совет относился к нему тоже милостиво и 20 октября 1727 года постановил выдать из медицинской канцелярии недоданное ему за прошлое время жалованье.

Из всех этих перемен, после факта возвращения из ссылки, самой значительной по последствиям следует признать назначение Лестока ко двору цесаревны Елизаветы. Отныне он вместе с нею то подымался, в смысле значения и влияния на правящие круги России, то падал. Он чувствовал себя вельможей при начале царствования Петра II, а под конец его дрожал, как бы не попасть снова в ссылку.
С воцарением Анны Ивановны двор цесаревны отделился от большого и зажил своею особой замкнутой жизнью, тяготея ко всему простому русскому в противоположность немецкой чопорности и роскоши двора императрицы. Лестока любила полуопальная цесаревна и её приближённые, а в то же время и вельможи большого двора и петербургская знать. Лесток вовсе не был искателен, а скорее прям и резок, особенно если его задевали за живое. Он иногда осмеливался возражать высшим чинам аннинского правительства: на предложение Миниха следить за Елизаветой и доносить о её поведении он ответил резким и негодующим отказом. Его материальное положение стало цветущим и упрочилось. Сохранились сведения о векселях, выдаваемых ему разными вельможами на суммы, по тому времени огромные: на две, три тысячи; у него был большой хорошо обставленный дом; он широко жил и вёл крупную карточную игру, не всегда впрочем удачную, как видно из дела о взыскании наигранных в карты денег князем Юрием Долгоруким с лекаря Лестока (1737 год).
С мнениями Лестока, как человека умного, образованного и умеющего влиять, считались и в царствование Петра II и во всё царствование Анны Ивановны. При Петре II к нему обращались Бестужевы и их сторонники. Интригуя против Бирона, они забегали к Лестоку, жившему временно тогда близ Москвы в Слободе; они просили его распространять их мнения про «каналью курляндца», хорошо зная, что болтливый и острый на язык француз с удовольствием, для красного словца, расскажет всё, что найдёт занимательного о Бироне и Анне Ивановне, конечно, в пределах мудрого благоразумия. Цесаревна Анна Петровна просила Елизавету: «пожалуй, Лестоку поклон мой рабской отдай и поблагодари за обнадежение милости его, такожде изволь у него спросить, так ли он много говорит про Гришку да Марфушку». Лесток уже был персоной, которая могла оказывать милости даже царевне, мнение которого могло очернять или обелять даже фаворитов царевен. К его суждениям в конце царствования Анны Ивановны прислушивался и Волынский: написав своё «Генеральное рассуждение о поправлении внутренних государственных дел», он, в числе немногих влиятельных лиц, показывал его и Лестоку; также он поступил и со своей известной запиской императрице о недостоинстве окружающих её людей, особенно Остермана, и о печальном положении людей достойных, подразумевая себя и тех, кому он читал записку.
Все эти обстоятельства вводили Лестока в круг русских дел, придворных партий, их целей, намерений и образа действий. Он благополучно ускользнул из дела Волынского, которое его непосредственно задевало, но он не мог уклониться от предприятий, касавшихся Елизаветы и её прав на престол. В них он не был зачинщиком, даже устранялся, сколько мог, от затей, за которые мог поплатиться головой, но ход событий складывался так, что шаг за шагом увлекал его к участию в заговоре, который окончился возведением на российский престол цесаревны Елизаветы, а Лесток оказался чуть ли не виднейшим лицом в совершившемся событии: через него велись переговоры с Шетарди и шведским посланником, он руководил действиями Елизаветы и влиял на её приближённых.
По восшествии на престол Елизаветы Лесток стал одним из самых близких к ней лиц и пользовался большим влиянием на дела; даже вице-канцлер Бестужев-Рюмин считал первое время необходимым быть с ним в дружбе. Позже между ними возникла вражда из-за явного пристрастия Лестока к Франции, от которой он получал пенсию в 15 000 ливров, и к Пруссии, по ходатайству которой император Карл VII даровал Лестоку графское достоинство Священной Римской империи.
В 1744 году Бестужеву удалось перехватить тайную переписку Лестока и Шетарди; последний был удалён из России, а Лесток лишился прежнего влияния на императрицу. В 1748 году за новые интриги против Бестужева Лесток был арестован, пытан в Тайной канцелярии, приговорён к смерти как политический преступник, но помилован и сослан в 1750 году в Углич. Здесь он содержался три года, затем был перевезён в Великий Устюг и освобождён только в 1762 году Петром III, возвратившим ему чины и конфискованное имущество. Умер 12 (23) июня 1767 года.

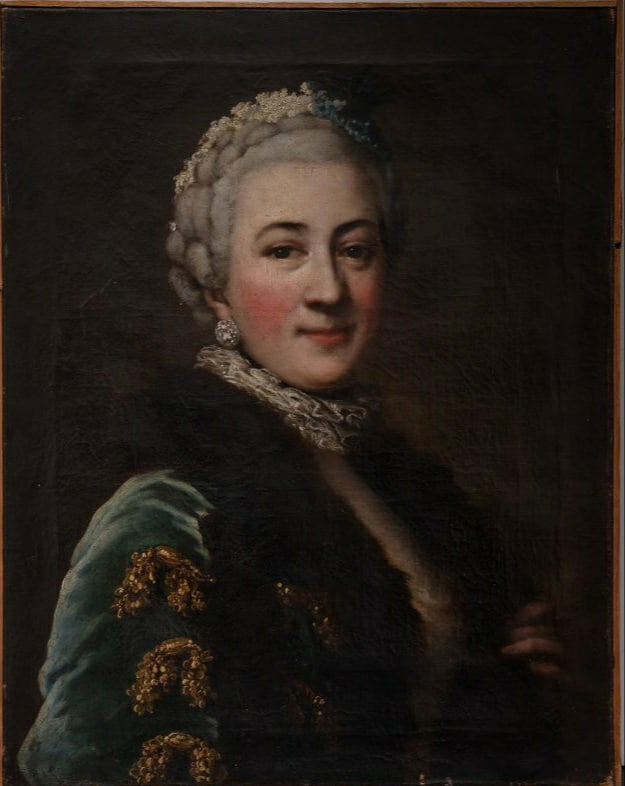
Портрет графини Марии Авроры Лесток, урождённой баронессы фон Менгден (1720—1808)

## Семья
- Жена — Барбара фон Рутенхьельм
- Жена — Алида Мюллер (ум. в ноябре 1743)
- Жена (с 22 ноября 1747) — Мария Аврора фон Менгден (1720—1808), фрейлина, сестра Юлии Менгден, фаворитки Анны Леопольдовны.

## Память
- В топонимике Петербурга увековечен в имени Лештукова моста[2].
- Также существовал Лештуков переулок[2].

## Образ в литературе
- Лесток стал персонажем романов Нины Соротокиной «Трое из навигацкой школы» и «Свидание в Петербурге», романа М. Н. Волконского «Кольцо императрицы» (1896).

## Образ в кино
- «Распутная императрица» (1934). В роли Лестока — Филип Слиман.
- «Михайло Ломоносов» (1986). В роли Лестока — Николай Кочегаров.
- «Гардемарины, вперёд!» (1987). В роли Лестока — Владислав Стржельчик.
- «Тайны дворцовых переворотов» (2000—2011). В роли Лестока — Александр Кахун.
- «Записки экспедитора Тайной канцелярии» (2011). В роли Лестока — Василий Савинов.
- «Екатерина» (2014), режиссёры Александр Баранов, Рамиль Сабитов. В роли Лестока — Константин Лавроненко.
- «Великая» (2015), режиссёр Игорь Зайцев. В роли Лестока — Семён Стругачёв.
- «Елизавета» (2022). В роли Лестока — Владимир Кошевой.